# Hypsiboas
Hypsiboas är ett släkte av groddjur. Hypsiboas ingår i familjen lövgrodor.

## Dottertaxa tillHypsiboas, i alfabetisk ordning[1]
- Hypsiboas albomarginatus
- Hypsiboas alboniger
- Hypsiboas albopunctatus
- Hypsiboas alemani
- Hypsiboas andinus
- Hypsiboas angelicus
- Hypsiboas atlanticus
- Hypsiboas balzani
- Hypsiboas beckeri
- Hypsiboas benitezi
- Hypsiboas bischoffi
- Hypsiboas boans
- Hypsiboas buriti
- Hypsiboas caingua
- Hypsiboas caipora
- Hypsiboas calcaratus
- Hypsiboas callipleura
- Hypsiboas cinerascens
- Hypsiboas cipoensis
- Hypsiboas cordobae
- Hypsiboas crepitans
- Hypsiboas curupi
- Hypsiboas cymbalum
- Hypsiboas dentei
- Hypsiboas ericae
- Hypsiboas exastis
- Hypsiboas faber
- Hypsiboas fasciatus
- Hypsiboas freicanecae
- Hypsiboas fuentei
- Hypsiboas geographicus
- Hypsiboas goianus
- Hypsiboas guentheri
- Hypsiboas heilprini
- Hypsiboas hobbsi
- Hypsiboas hutchinsi
- Hypsiboas hypselops
- Hypsiboas jimenezi
- Hypsiboas joaquini
- Hypsiboas lanciformis
- Hypsiboas latistriatus
- Hypsiboas lemai
- Hypsiboas leptolineatus
- Hypsiboas leucocheilus
- Hypsiboas liliae
- Hypsiboas lundii
- Hypsiboas marginatus
- Hypsiboas marianitae
- Hypsiboas melanopleura
- Hypsiboas microderma
- Hypsiboas multifasciatus
- Hypsiboas nympha
- Hypsiboas ornatissimus
- Hypsiboas palaestes
- Hypsiboas pardalis
- Hypsiboas pellucens
- Hypsiboas phaeopleura
- Hypsiboas picturatus
- Hypsiboas polytaenius
- Hypsiboas pombali
- Hypsiboas prasinus
- Hypsiboas pugnax
- Hypsiboas pulchellus
- Hypsiboas pulidoi
- Hypsiboas punctatus
- Hypsiboas raniceps
- Hypsiboas rhythmicus
- Hypsiboas riojanus
- Hypsiboas roraima
- Hypsiboas rosenbergi
- Hypsiboas rubracylus
- Hypsiboas rufitelus
- Hypsiboas secedens
- Hypsiboas semiguttatus
- Hypsiboas semilineatus
- Hypsiboas sibleszi
- Hypsiboas stellae
- Hypsiboas stenocephalus
- Hypsiboas tepuianus
- Hypsiboas varelae
- Hypsiboas wavrini